# British Academy Television Awards de 2021
O British Academy Television Awards de 2021 (ou BAFTA TV Awards de 2021) aconteceu em 6 de junho de 2021 no Television Centre em Londres, e premiou os melhores programas e profissionais da televisão britânica. A cerimônia de premiação foi transmitida ao vivo pelo canal BBC One e apresentada por Richard Ayoade.
Em outubro de 2020, a British Academy of Film and Television Arts (BAFTA) anunciou várias mudanças em suas regras e categorias, tanto para alcançar uma maior variedade de indicados e em resposta à pandemia de COVID-19 em curso e seu impacto na indústria televisiva. Para as categorias de atuação, o número de indicados aumentou de quatro para seis. Uma nova categoria, a de Melhor Programa Diurno, foi criada. Devido à pandemia de COVID-19, o período de elegibilidade para a categoria Melhor Novela foi estendido até o final de janeiro de 2021.

## Vencedores
Fontes:
| Melhor Série de Drama | Melhor Mini-Série |
| --- | --- |
| - Save Me Too (Sky Atlantic) - The Crown (Netflix) - I Hate Suzie (Sky Atlantic) - Gangs of London (Sky Atlantic) | - I May Destroy You (BBC One) - Adult Material (Channel 4) - Normal People (BBC Three) - Small Axe (BBC One) |
| Melhor Drama Único | Melhor Novela e Drama Continuado |
| - Sitting in Limbo (BBC One) - Anthony (BBC One) - BBW (On the Edge) (Channel 4) - The Windermere Children (BBC Two) | - Casualty (BBC One) - Coronation Street (ITV) - EastEnders (BBC One) - Hollyoaks (Channel 4) |
| Melhor Ator | Melhor Atriz |
| - Paul Mescal – Normal People como Connell Waldron (BBC Three) - John Boyega – Small Axe como Leroy Logan (BBC One) - Paapa Essiedu – I May Destroy You como Kwame (BBC One) - Josh O'Connor – The Crown como Carlos, Príncipe de Gales (Netflix) - Shaun Parkes – Small Axe como Frank Crichlow (BBC One) - Waleed Zuaiter – Baghdad Central como Muhsin al-Khafaji (Channel 4)             | - Michaela Coel – I May Destroy You como Arabella Essiedu (BBC One) - Jodie Comer – Killing Eve como Villanelle (BBC One) - Daisy Edgar-Jones – Normal People como Marianne Sheridan (BBC Three) - Billie Piper – I Hate Suzie como Suzie Pickles (Sky Atlantic) - Hayley Squires – Adult Material como Hayley Burrows (Channel 4) - Letitia Wright – Small Axe como Altheia Jones-LeCointe (BBC One)        |
| Melhor Ator Coadjuvante | Melhor Atriz Coadjuvante |
| - Malachi Kirby – Small Axe como Darcus Howe (BBC One) - Rupert Everett – Adult Material como Carroll Quinn (Channel 4) - Tobias Menzies – The Crown como Filipe, Duque de Edimburgo (Netflix) - Kunal Nayyar – Criminal: UK como Sandeep Singh (Netflix) - Michael Sheen – Quiz como Chris Tarrant (ITV) - Micheal Ward – Small Axe como Franklyn (BBC One)                                 | - Rakie Ayola – Anthony como Gee Walker (BBC One) - Helena Bonham Carter – The Crown como Margarida, Condessa de Snowdon (Netflix) - Leila Farzad – I Hate Suzie como Naomi Jones (Sky Atlantic) - Siena Kelly – Adult Material como Amy (Channel 4) - Sophie Okonedo – Criminal: UK como Julia Bryce (Netflix) - Weruche Opia – I May Destroy You como Terry Pratchard (BBC One)                            |
| Melhor Performance Masculina de Comédia | Melhor Performance Feminina de Comédia |
| - Charlie Cooper – This Country como Lee "Kurtan" Mucklowe (BBC Three) - Ncuti Gatwa – Sex Education como Eric Effiong (Netflix) - Joe Gilgun – Brassic como Vincent "Vinnie" O'Neill (Sky One) - Guz Khan – Man Like Mobeen como Mobeen (BBC Three) - Paul Ritter – Friday Night Dinner como Martin Goodman (Channel 4) - Reece Shearsmith – Inside No. 9 como Vários personagens (BBC Two) | - Aimee Lou Wood – Sex Education como Aimee Gibbs (Netflix) - Daisy May Cooper – This Country como Kerry Mucklowe (BBC Three) - Daisy Haggard – Breeders como Ally (Sky One) - Gbemisola Ikumelo – Famalam como Vários personagens (BBC Three) - Emma Mackey – Sex Education como Maeve Wiley (Netflix) - Mae Martin – Feel Good como Mae (Channel 4)                                                        |
| Melhor Comédia Roteirizada | Melhor Comédia e Programa de Entretenimento de Comédia |
| - Inside No. 9 (BBC Two) - Ghosts (BBC One) - Man Like Mobeen (BBC Three) - This Country (BBC Three) | - The Big Narstie Show (Channel 4) - Charlie Brooker's Antiviral Wipe (BBC Two) - The Ranganation (BBC Two) - Rob & Romesh VS (Sky One) |
| Melhor Performance de Entretenimento | Prêmio Lew Grade Award de Programa de Entretenimento |
| - Romesh Ranganathan – The Ranganation (BBC Two) - Adam Hills – The Last Leg (Channel 4) - David Mitchell – Would I Lie to You? at Christmas (BBC One) - Graham Norton – The Graham Norton Show (BBC One) - Bradley Walsh – Beat the Chasers (ITV) - Claudia Winkleman – Strictly Come Dancing (BBC One)                                                                                     | - Life & Rhymes (Sky Arts) - Ant & Dec's Saturday Night Takeaway (ITV) - Strictly Come Dancing (BBC One) - The Masked Singer (ITV) |
| Melhor Série ou Segmento Factual | Prêmio Huw Wheldon de Especialista em Fatos |
| - Once Upon a Time in Iraq (BBC Two) - Crime and Punishment (Channel 4) - Hospital (BBC Two) - Losing it: Our Metal Health Emergency (Channel 4) | - The Surgeon's Cut (Netflix) - Extinction: The Facts (BBC One) - Putin: A Russian Spy Story (Channel 4) - The Rise of the Murdoch Dynasty (BBC Two) |
| Prêmio Robert Flaherty de Documentário Único | Melhor Participação |
| - Locked In: Breaking in the Silence (Storyville) (BBC Four) - American Murder: The Family Next Door (Netflix) - Anton Ferdinand: Football, Racism and Me (BBC One) - Surviving COVID (Channel 4) | - Long Lost Family: Born without Trace (ITV) - Big Zuu’s Big Easts (Dave) - Mortimer & Whitehouse: Gone Fishing (BBC Two) - The Repair Shop (BBC One) |
| Melhor Reality e Fato Criado | Melhor Evento Ao Vivo |
| - The School That Tried To End Racism (Channel 4) - MasterChef: The Professionals (BBC One) - Race Across the World (BBC Two) - The Write Offs (Channel 4) | - Springwatch 2020 (BBC Two) - Life Drawing Live! (BBC Four) - The Royal British Legion Festival of Remembrance (BBC One) - The Third Day: Autumn (HBO/Sky Arts) |
| Melhor Cobertura Jornalística | Melhores Assuntos Atuais |
| - Sky News: Inside IDLIB (Sky News) - BBC News at Ten: Prime Minister Admitted to Intensive Care (BBC News/BBC One) - Channel 4 News: Deterring Democracy (Channel 4 News/Channel 4) - Newsnight: COVID Care Crisis (BBC Two) | - America's War on Abortion (Exposure) (ITV) - Italy's Frontline: A Doctor's Diary (BBC Two) - The Battle for Hong Kong (Dispatches) (Channel 4) - The Cyprus Papers Undercover (Al Jazeera English) |
| Melhor Programa Diurno | Melhor Programa de Curta Duração |
| - The Great House Giveaway (Channel 4) - Jimmy McGovern's Moving On (BBC One) - Richard Osman's House of Games (BBC Two) - The Chase (ITV) | - They Saw the Sun First (Red Bull TV) - Criptales (BBC Four) - Disabled Not Defeated: The Rock Band with Learning Disabilities (Vice/Noisey) - The Main Part (BBC iPlayer) |
| Melhor Programa Internacional | Momento Imperdível da TV |
| - Welcome to Chechnya (BBC Four) - Little America (AppleTV +) - Lovecraft Country (HBO/Sky Atlantic) - Unorthodox (Netflix) | - Britain's Got Talent – "Diversity perform a routine inspired by the events of 2020" (ITV) - Bridgerton – "Penelope is revealed as Lady Whistledown" (Netflix) - EastEnders – "Gray kills Chantelle" (BBC One) - Gogglebox – "Reactions to Boris Johnson's press conference" (Channel 4) - The Mandalorian – "Luke Skywalker appears" (Disney+) - Nigella's Cook, Eat, Repeat – "Mee-cro-wah-vay" (BBC Two) |
| Melhor Esporte | |
| - England v West Indies Test Cricket (Sky Sports Cricket) - Bahrain Grand Prix (Sky Sports Formula 1) - England v France: The Final of Autumn Nations Cup (Amazon Prime Video) - London Marathon 2020 (BBC One) | |